# سیارک ۳۲۱۷
سیارک ۳۲۱۷ (به انگلیسی: 3217 Seidelmann، نامگذاری:1980RK) سه هزار و دویست و هفدهمین سیارک کشف شده‌است که در ۲ سپتامبر ۱۹۸۰ کشف شد.
قدر مطلق سیارک برابر ۱۴٫۴۰ است.